# Alfred Theodor Jørgensen
 Der er flere personer med dette navn, se Alfred Jørgensen.
Alfred Theodor Jørgensen (født 9. juni 1874 i Vejle, død 12. september 1953 i København) var en dansk kirkehistoriker og filantrop.
Jørgensen blev cand. theol. 1897, og, efter at have erhvervet universitetets guldmedalje 1899, dr.theol. 1907 på en afhandling om Luthers kamp mod semipelagianismen. Han var som medlem af det lutherske Verdenskonvents ledelse formand for forretningsudvalget, der forberedte konventets møde i København 1929. Han var æresmedlem af Akademiet i Reims.
Jørgensen var en af de bærende kræfter inden for den danske filantropi og har navnlig virket som sekretær ved De samvirkende Menighedsplejer siden disses stiftelse 1902, endvidere deltaget i oprettelsen af børneplejestationerne og gamles landophold, var medlem af den danske komité for nordisk filantropisk samarbejde med mere. Under og efter 1. Verdenskrig har han både hjemme og i udlandet været virksom for at lindre den af krigen opståede nød blandt andet som medlem af Dronningens Centralkomité af 1914 og Kollegahjælpen, til hvilken han tog initiativet. Efter 1. Verdenskrig var der ønske om at støtte de europæiske lutherske kirkesamfund i de mest krigshærgede lande. Bestræbelserne blev samlet i Nødhjælpen til Europas evangeliske kirker (nu Folkekirkens Nødhjælp) der på et internationalt møde i København i 1922 blev tilsluttet et mellemkirkeligt fællesinitiativ med Alfred Th. Jørgensen som organisationens leder.
Af teologiske og filantropiske arbejder har Jørgensen bland andet udgivet Den danske Folkekirkes Bekendelsesskrifter (2. udgave 1918), Sakramenternes Betydning (1909), Luther (1917), Nordens Kirker og nordiske Aandsstrømninger efter Verdenskrigen (1921), Filantropiens Førere og Former i 19. Aarhundrede (1921) og Af Menighedsplejens Historie i Danmark (1927).
En praktisk håndbog Hvor findes Hjælpen udgav Jørgensen sammen med Nicolai Dalhoff (2. udgave 1911); desuden har han skrevet en mængde anmeldelser og artikler i pressen, særlig Berlingske Tidende, hvis faste medarbejder han var. Han var tillige redaktør af Stefanus og af Kirke og Folk.